# Bin-baja
Bin-baja, bīṇ bājā, auch Gogia bana, ist eine seltene fünfsaitige Bogenharfe, die von männlichen Musikern der Pardhan-Kaste in der Gegend von Mandla im zentralindischen Bundesstaat Madhya Pradesh zur Begleitung epischer Lieder gespielt wird. Nur die Musiker der Gogia, einer kleinen sozialen Untergruppe der Pardhans spielen die bin-baja für ihre Auftraggeber, die Gonds, anstelle der Streichlaute bana, die Pardhans ansonsten zur Liedbegleitung verwenden. Die erstmals 1985 in der musikethnologischen Literatur genauer beschriebene bin-baja ist die einzige noch existierende Harfe in Indien, deren Form auf die bis Ende des 1. Jahrtausends abgebildeten, als vina bezeichneten altindischen Bogenharfen zurückgeht.

## Herkunft

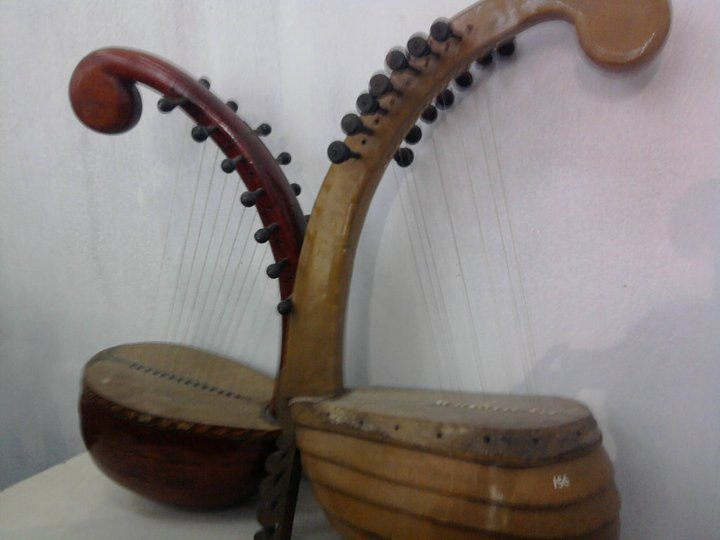
Rekonstruktionsversuche der alttamilischen Bogenharfe yazh

In altindischer Zeit war vina ein allgemeiner Begriff für Saiteninstrumente, der zunächst Bogenharfen und später Stabzithern oder Langhalslauten bezeichnen konnte. Die im Natyashastra, der um die Zeitenwende auf Sanskrit abgefassten, ältesten indischen Textsammlung zur Musik als vina oder vipanci erwähnten Instrumente waren vermutlich mehrsaitige Bogenharfen. In der alttamilischen Literatur steht die Bezeichnung yazh für „Harfe“. Die Bogenharfen hatten sich aus einsaitigen Musikbögen entwickelt, bei denen an einem Ende ein Resonanzkörper angebaut wurde. Die älteste Abbildungen von Bogenharfen sind um 3000 v. Chr. aus Mesopotamien und dem Alten Ägypten bekannt. In den Felsgrotten von Bhimbetka und Pachmarhi in Madhya Pradesh blieben bronzezeitliche Malereien von Bogenharfen- oder mehrsaitigen Musikbogenspielern aus dem 2. Jahrtausend v. Chr. erhalten. Das auf den Darstellungen erkennbare Prinzip der Klangverstärkung durch einen Resonanzkörper an einer Spitze des Saitenträgers blieb in einer Region Zentralindiens beim einsaitigen Musikbogen dhankul erhalten.
Der gegen Ende des 2. Jahrtausends v. Chr. in Ägypten und Mesopotamien vollzogene Entwicklungssprung zu den Winkelharfen blieb in Indien aus, auch der im Mittelalter im Orient verbreitete Winkelharfentyp tschang besaß zu keiner Zeit eine indische Entsprechung.
Indische Bogenharfen wurden auf Steinreliefs an buddhistischen Kultorten (Stupas) unter anderem aus der Sunga-Zeit (2.–1. Jahrhundert v. Chr.) im zentralen Nordindien abgebildet: fünfsaitige Harfen an den Stupas von Bharhut und Bodhgaya, siebensaitige Harfen in Sanchi; ferner auf Reliefs am Butkara-Stupa im Swat-Tal in der Region Gandhara (2. Jahrhundert n. Chr.), an den Stupas von Amaravati und Nagarjunakonda (beide 2./3. Jahrhundert n. Chr.). Von zwei guptazeitlichen Orten blieben Terrakottafiguren, die Bogenharfen zeigen, aus dem 4. bis 6. Jahrhundert erhalten. Buddha selbst war nach einem Jataka ein vorzüglicher vina-Spieler am Hof von Varanasi, bevor er sich vom weltlichen Leben zurückzog. In Südindien gab es im 7./8. Jahrhundert Harfen zur Gesangsbegleitung mit möglicherweise bis zu 14 Saiten. Eine in das 10. Jahrhundert datierte Bronzefigur mit einer Bogenharfe aus dem ostindischen Nalanda stammt schließlich aus der Pala-Dynastie. Weiter nach Osten gelangte die Bogenharfe vermutlich mit der Ausbreitung des Buddhismus in den ersten nachchristlichen Jahrhunderten. Zunächst kam die indische Harfe zu den Pyu im heutigen Myanmar, wo die saung gauk als Nationalinstrument in Ehren gehalten wird. Die übrigen Bogenharfen, die sich bis zu den Khmer nach Südostasien ausbreiteten, sind ebenso wie die orientalischen und zentralasiatischen Winkelharfen praktisch verschwunden. Eine kleine waagrechte Winkelharfe wird noch mit dem Namen tschangi in einer Nischenkultur in der georgischen Bergregion Swanetien gespielt. Von eher historischer Bedeutung ist die waji, eine archaische Form einer Bogenharfe in der ostafghanischen Provinz Nuristan.
Konstruktiv fand eine Entwicklung der Bogenharfen von Instrumenten mit einem gebogenen Saitenträger, zwischen dessen beiden Enden die Saiten gespannt sind, hin zum Einbau eines separaten Trägerstabes innerhalb des Resonanzkörpers statt. Die ältesten ägyptischen Bogenharfen besaßen einen Saitenträger, an dessen unterem Ende der Resonanzkörper angebracht war. Dagegen verläuft bei der burmesischen saung gauk mittig unterhalb der Hautdecke des Resonanzkörpers ein nur leicht gebogener Holzstab, der am weit nach oben ragenden, gekrümmten Hals befestigt ist und an dem die Saitenenden in regelmäßigen Abständen befestigt sind. Der Hals der saung gauk liegt am Rand des schalenförmigen Korpus wie bei der ennanga und anderen ostafrikanische Bogenharfen, die wegen dieser Konstruktion zum Typ „Löffel in der Tasse“ gezählt werden. Näher in Beziehung zu den einteiligen Bogenharfen aus dem Altertum steht die besondere Form der waji. Ihre Saiten sind zwischen einem durchgängigen gebogenen Saitenträger gespannt. Dessen Hautdecke über dem Resonanzkörper kommt jedoch nur auf wenigen Zentimetern mit der Mitte des Saitenträgers in Kontakt, so dass sich eine ungewöhnliche Zwischenstufe zwischen einem einsaitigen Musikbogen mit angebundenem Resonanzkörper, einem mehrsaitigen afrikanischen Pluriarc und einer Bogenharfe ergibt. Da die altindischen Steinreliefs keine detaillierten Aussagen über die Saitenbefestigung und die Trägerkonstruktion der abgebildeten Bogenharfen zulassen, gibt es hierzu unterschiedliche Vermutungen. Die spezielle Frage, ob es im 1. Jahrtausend einen durchgehenden oder zwei an einer Stelle miteinander verbundene Saitenträger gab, lässt sich anhand der Steinreliefs nicht eindeutig beantworten.
Die Existenz einer indischen Bogenharfe belegte erstmals der Anthropologe Shamrao Hivale, der als Assistent von Verrier Elwin bekannt wurde. Er lebte ab 1932 über 30 Jahre im Gebiet der Pardhans und betrieb dort Feldforschung. In seinem 1946 veröffentlichten Werk The Pardhans of the Upper Narbada Valley beschrieb er ausführlich das Leben der Pardhan-Musiker, ihre Lieder und Musikinstrumente. Neben der dreisaitigen Streichlaute bana ist darin eine fünfsaitige Bogenharfe namens Gogia bana abgebildet. Die erste Auflage betrug 500 Exemplare und fand offensichtlich nur geringe Aufmerksamkeit bei Musikwissenschaftlern, zumal Hivale und Elwin der Beschreibung nach zu urteilen die musikhistorische Bedeutung dieses Fundes unklar war. In den 1960er und 1970er Jahren wurde die Harfe der Gonds einige Male im Zusammenhang mit den altindischen Harfen als Gogia bana erwähnt. Angeregt durch Hivales Buch kam Roderic Knight 1982 zu musikethnologischen Feldforschungen in den Distrikt Mandla, wo er von der bin-baja Tonaufnahmen anfertigen konnte.
Bin-baja bedeutet „Bin-Instrument“. Bin (sanskrit) ist mit dem altägyptischen Wort für Harfe bjn.t und mit koptisch vini verwandt. Es ist ein Alternativname für die in der klassischen Musik gespielte Rudra vina und bezeichnet in Nordostindien einfache einsaitige Streichlauten ähnlich der pena. Die alte Stabzither phin phia und die jüngere Langhalslaute phin in Thailand leiten ihren Namen ebenfalls vom Sanskritwort ab. Hivale beschrieb die Harfe fälschlich als Gogia bana, also als „Fiedel der Gogia“. Eine abwertende lautmalerische Bezeichnung ist kidim-baja. Die Lautenspieler der Pardhans blicken damit auf ein Instrument herunter, dessen Saiten nur rhythmisch angerissen werden und verwehren sich andererseits dagegen, die Harfe als bana zu benennen. Bin baja ist in Nordindien auch ein regionaler Name für die seltene Sackpfeife mashak.

## Bauform
Die Gesamtlänge eines gemessenen Exemplars beträgt 104 Zentimeter, davon entfallen die Hälfte auf den schalenförmigen schlanken Korpus (nach Hivale (H) kothi, nach Knight (K) koli), aus dessen einer Schmalseite der leicht nach oben gebogene Saitenträger oder Hals (Hindi danda) herausragt. Der einteilige Saitenträger entspricht dem altägyptischen Typ sowie der afghanischen waji und stellt den wesentlichen Unterschied zur burmesischen saung gauk dar. Der aus einem Stück Mangobaumholz (Mangifera indica) geschnitzte Korpus ist in der Seitenansicht wannenförmig gerundet und in der Draufsicht im mittleren Bereich leicht tailliert. Der in den Korpus ragende Saitenträger wird durch die als Decke (H: chhawni, K: gau) aufgespannte Kuhhaut in seiner Position gehalten. Er verschwindet am Schalenrand unter der Hautdecke, erscheint dann in der Mitte als gezackte Leiste, an der die Saiten befestigt sind, und endet wiederum unter der Haut am anderen Ende des Korpus. An der Eintrittsstelle ist der Stab zusätzlich mit einem mehrfach umgewickelten Hautstreifen festgebunden. Am unteren Ende wird er an der Schalenwand durch einen Knoten am seitlichen Verrutschen gehindert. Im oberen Bereich des Resonanzkörpers befindet sich ein bleistiftgroßes Loch in der Hautdecke.
Anstatt mit Wirbeln werden die Saiten am Hals mit dreifach um den Stab gewickelten und verknoteten Schnüren aus gedrehtem Kuhschwanzhaar (H: noi, K: rasi) befestigt, die sich zum Stimmen verschieben lassen. Diese Befestigungsart lässt sich auch auf Harfenabbildungen am Stupa von Bharhut (2. Jahrhundert v. Chr.) und auf einer guptazeitlichen Terrakottafigur mit einer sitzenden Harfenistin erkennen. Bei der burmesischen saung gauk hängen die Stimmschlingen frei herunter, während sie bei der bin-baja alle zu einem Knoten zusammengebunden sind. Die Saiten verlaufen parallel bis zu ihren Befestigungspunkten an fünf Zacken der sägezahnförmigen Leiste (danda). Eine solche Zahnleiste ist von keiner historischen oder gegenwärtigen Bogenharfe bekannt. Dafür findet sich unter den zahlreichen altindischen Namen für Saiteninstrumente eine makaramukhavina, eine vina, in deren Namen das „Gesicht“ (mukha) eines Makara vorkommt. Dieses mythische Tier mit einer krokodilähnlichen Gestalt ist für seine Sägezähne im Maul bekannt. Die acht Zähne der Leiste sind möglicherweise ein Hinweis, dass die Harfe ursprünglich mehr als fünf Saiten besaß. Wo die Saiten über die hölzernen Zahnrücken verlaufen, ist ein kleines Stück Bambus untergeschoben, das ein verkümmertes Übrigbleibsel einer Stegverbreiterung (jivari) sein könnte, die bei der tanpura und anderen indischen Saiteninstrumenten für einen besonders obertonreichen Klang sorgt. Ein solcher Effekt ist jedoch bei der bin-baja nicht hörbar. Knight gibt für die Bambusstreifen die lokalen Bezeichnungen paheredar („Wächter“) und ghori („Pferd“) an. Die fünf Saiten aus den Venen von Rind oder Rehwild tragen von oben nach unten die Namen (H:) roda, (K:) gat; (H:) dhodha, (K:) mad; (H:) manjha, (K:) tini; (H:) timme, (K:) jhara pahala; (H:) chhote, (K:) jhara dusara. Die Saiten werden mit einem hölzernen Plektrum (H: khuti, K: kaman) gezupft. Zwischen dem unteren Korpusende und der Mitte des Halses hängt auf Hivales Abbildung lose eine heilige Schnur (janewa).

## Spielweise
Der am Boden sitzende Spieler klemmt die auf seinem linken Oberschenkel ruhende bin-baja in die linke Armbeuge und greift mit beiden Händen in die Saiten. Auf dieselbe Weise sind die genannte guptazeitliche Harfenistin und auf Münzen, die um 330–370 n. Chr. geprägt wurden, König Samudragupta mit einer Harfe abgebildet. Die linke Hand der Harfenistin erweckt den Anschein, als würde sie mit den Fingern die Saiten zupfen, während sie die rechte Hand nach oben streckt. Ein Plektrum in der rechten Hand ist zwar nicht zu sehen, die Finger sind jedoch in einer entsprechenden Greifhaltung abgebildet. Eindeutig halten die Harfenspieler am Bharhut-Stupa ein Plektrum in der rechten Hand. Für die mutmaßliche Spielweise der altindischen Harfen liefert die bin-baja einen weiteren Anhaltspunkt. Mit einem Plektrum in der rechten Hand werden alle Saiten in einer Auf- und Abwärtsbewegung gezupft (englisch strumming), während durch Berühren mit den Fingern der linken Hand Saiten, die nicht erklingen sollen, abgedämpft werden. Diese aus dem Alten Ägypten bekannte Methode wird auch bei einigen nordostafrikanischen Leiern wie der simsimiyya und der krar sowie bei der afghanischen waji angewandt.
Der Musiker hält ein 2–3 Zentimeter langes Plektrum zwischen Daumen und Zeigefinger in der rechten Hand. Den Daumen der linken Hand positioniert er über die erste Saite, den Zeigefinger über die mittlere und den Ringfinger über die fünfte Saite. Während er mit dem Plektrum über alle Saiten streicht, setzt er die Finger der linken Hand zeitlich passend dazu auf die Saiten auf, sodass im rhythmischen Wechsel fünf offene Saiten und anschließend zwei offene und drei gedämpfte Saiten erklingen. Ein zusätzlicher gezupfter Nebenton ergibt sich, wenn der Spieler seinen Daumen schnell von der Saite abhebt. Diese monotone Spielweise wird nicht variiert, die Position der linken Hand bleibt unverändert. Die stets frei gezupften Saiten zwei und vier sind auf dieselbe Tonhöhe gestimmt. Dadurch entsteht der Höreindruck eines Grundtons, auch wenn dieser Ton nicht mit der Melodielinie der Gesangsstimme harmoniert.

## Sozio-kulturelles  Umfeld
Die Spielweise der Pardhans hat nichts mit der Musizierpraxis der altindischen Harfen zu tun, die von Männern und Frauen in Ensembles am Hof und gelegentlich zur Tanzbegleitung gespielt wurden. Die bin-baja wird nur von einem männlichen, solistisch auftretenden Musiker zur Begleitung seines Gesangsvortrags gespielt. Die epische Liedtradition der Pardhans stellt eine weit zurückreichende dramatische Form dar, deren Inhalte aus der regionalen Gondawani-Überlieferung oder aus dem indischen Nationalepos Mahabharata stammen. Üblicherweise sorgt die Streichlaute bana für eine musikalische Untermalung der halb gesungenen, halb gesprochenen Erzählung. Die Pardhan-Musiker (Rufname dasondi) spielen auf Einladung im Haus der Gond-Familien. Die größere Untergruppe der Pardhans, die Rajnengi, begleiten sich auf der bana und nur die Angehörigen der zahlenmäßig geringeren und sozial tiefer stehenden Untergruppe der Gogia spielen gelegentlich die bin-baja. In der Reisesaison von Februar bis Mai nach der Weizenernte, wenn die Feldarbeit ruht, begeben sich die Musiker auf Tournee (mangteri) und besuchen reihum die Gond-Familien, mit denen sie eine Verpflichtung eingegangen sind. Obwohl die Pardhans heute wie die Gonds meist Landwirtschaft betreiben und nicht mehr finanziell von ihren Auftraggebern abhängig sind, halten sie an der mangteri-Tradition aus religiös-mythischen Gründen fest.
Die bana und die bin-baja galten früher als Aufenthaltsort von Bara Deo, dem Hauptgott der Pardhan. Die Instrumente besaßen daher eine magische Funktion und mussten besonders geschützt werden. Der Besuch des Pardhan-Musikers stellt für die Gond-Familie nicht nur eine Unterhaltung dar, sondern hat auch eine segnende Wirkung, weshalb ein Huhn geopfert wird. Bana-Spieler können bei bestimmten Anlässen und auf Einladung auch außerhalb eines Privathauses vor einem etwas größeren Publikum im Dorf auftreten. Für einen bin-baja-Spieler ist dies ausgeschlossen, da er sich dadurch öffentlich als Gogia zu erkennen geben würde. Sein Instrument trägt er im Freien stets unsichtbar in ein Tuch eingewickelt. Hivale bemerkte, dass einige Gogias, weil sie sich schämten, ein so einfaches und altes Instrument zu benutzen, sich bei ihrem Auftritt in ein langes Tuch hüllten. Von Zuhörern fühlten sie sich verlacht, weil die bin-baja nur einen einzigen Ton hervorbringen könne. Für Rajnengis und Gogias ist ausgemacht, dass die bin-baja das größere Instrument ist, aber die bana ein höheres Ansehen genießt. Dem steht auch nicht entgegen, dass nach einer Legende, in der es um den Vergleich beider Instrumente ging, die bin-baja besser abschnitt. Gogias und Rajnengis stritten sich um den Rang ihrer Instrumente und beschlossen, beide in ein Wasserbecken zu werfen, um deren Klangqualitäten in nassem Zustand zu prüfen. Die bana erwies sich hernach als unspielbar, aber die bin-baja gab noch immer denselben einen Ton von sich.
Die Zahl der bin-baja-Spieler war schon in der ersten Hälfte des 20. Jahrhunderts rückläufig. 1982 war es für Roderic Knight schwierig, selbst in abgelegenen Dörfern, von denen bekannt war, dass dort Gogias lebten, jemanden zu finden, der sich als bin-baja-Spieler präsentieren wollte. Um die wenigen verbliebenen Instrumente wird ein Geheimnis gemacht. Ein Musiker gab an, in der 14. Generation die Familientradition zu pflegen. Damit würde das Harfenspiel etwa 500 Jahre zurückreichen. Die verbleibende Zeitspanne zu den altindischen Harfen kann mit historischen Quellen nicht überbrückt werden. Zumindest geographisch scheint die Verbindung plausibel. Die Reste des Bharhut-Stupas mit dem Relief einer Harfenistin aus dem 2. Jahrhundert v. Chr. wurden 1873 etwa 300 Kilometer nordwestlich des Mandla-Distrikts entdeckt.